# Streepkopwaaierstaart
De streepkopwaaierstaart (Tychaedon quadrivirgata; synoniem: Cercotrichas quadrivirgata en Erythropygia quadrivirgata) is een vogelsoort uit de familie Muscicapidae (vliegenvangers).

## Verspreiding en leefgebied
De soort komt voor in oostelijk, centraal en zuidoostelijk Afrika en telt twee ondersoorten:
- T. q. quadrivirgata: van Somalië tot noordoostelijk Namibië en oostelijk Zuid-Afrika.
- T. q. greenwayi: Zanzibar en Mafia.

## Status
De grootte van de populatie is niet gekwantificeerd maar de soort wordt omschreven als op de meeste plaatsen vrij algemeen. Op de Rode lijst van de IUCN heeft deze soort de status niet bedreigd.